# Meridià 55 a l'est
El meridià 55 a l'est de Greenwich és una línia de longitud que s'estén des del pol Nord travessant l'oceà Àrtic, Àsia, l'oceà Índic, l'oceà Antàrtic i l'Antàrtida fins al pol Sud.
El meridià 55 a l'est forma un cercle màxim amb el meridià 125 a l'oest. Com tots els altres meridians, la seva longitud correspon a una semicircumferència terrestre, uns 20.003,932 km. Al nivell de l'Equador, és a una distància del meridià de Greenwich de 6.123 km.

## De Pol a Pol
Començant en el pol Nord i dirigint-se cap al pol Sud, aquest meridià travessa:
| Coordenades                             | País, territori o mar | Notes                                                                                           |
| --------------------------------------- | --------------------- | ----------------------------------------------------------------------------------------------- |
| 90° 0′ N, 55° 0′ E / 90.000°N,55.000°E  | Oceà Àrtic            |                                                                                                 |
| 81° 5′ N, 55° 0′ E / 81.083°N,55.000°E  | Rússia                | Illa Salisbury i illa Luigi, Terra de Francesc Josep                                            |
| 80° 42′ N, 55° 0′ E / 80.700°N,55.000°E | Mar de Barents        |                                                                                                 |
| 80° 30′ N, 55° 0′ E / 80.500°N,55.000°E | Rússia                | Illes a Terra de Francesc Josep                                                                 |
| 80° 24′ N, 55° 0′ E / 80.400°N,55.000°E | Mar de Barents        |                                                                                                 |
| 74° 8′ N, 55° 0′ E / 74.133°N,55.000°E  | Rússia                | Illa Severni i illa Iújni, Nova Terra                                                           |
| 70° 35′ N, 55° 0′ E / 70.583°N,55.000°E | Mar de Barents        | Mar de Petxora                                                                                  |
| 68° 56′ N, 55° 0′ E / 68.933°N,55.000°E | Rússia                | Una illa petita                                                                                 |
| 68° 55′ N, 55° 0′ E / 68.917°N,55.000°E | Mar de Barents        | Badia de Petxora                                                                                |
| 68° 25′ N, 55° 0′ E / 68.417°N,55.000°E | Rússia                |                                                                                                 |
| 50° 53′ N, 55° 0′ E / 50.883°N,55.000°E | Kazakhstan            |                                                                                                 |
| 41° 47′ N, 55° 0′ E / 41.783°N,55.000°E | Turkmenistan          |                                                                                                 |
| 37° 50′ N, 55° 0′ E / 37.833°N,55.000°E | Iran                  |                                                                                                 |
| 26° 37′ N, 55° 0′ E / 26.617°N,55.000°E | Golf Pèrsic           | Passa a l'est de l'illa d'Abu Musa, Iran (reclamada per Emirats Àrabs Units)                    |
| 24° 58′ N, 55° 0′ E / 24.967°N,55.000°E | Emirats Àrabs Units   |                                                                                                 |
| 22° 39′ N, 55° 0′ E / 22.650°N,55.000°E | Aràbia Saudita        |                                                                                                 |
| 20° 0′ N, 55° 0′ E / 20.000°N,55.000°E  | Oman                  |                                                                                                 |
| 17° 1′ S, 55° 0′ E / 17.017°S,55.000°E  | Oceà Índic            | Passa a l'oest de l'illa Silhouette, Seychelles · Passa a l'oest de l'Illa de la Reunió, França |
| 60° 0′ S, 55° 0′ E / 60.000°S,55.000°E  | Oceà Antàrtic         |                                                                                                 |
| 65° 53′ S, 55° 0′ E / 65.883°S,55.000°E | Antàrtida             | Territori Antàrtic Australià, reclamada per Austràlia                                           |